# Marcos Ricardo Bornschein
Marcos Ricardo Bornschein (* 6. Mai 1968 in Curitiba, Paraná), auch als Marcos R. Bornschein zitiert, ist ein brasilianischer Herpetologe, Ornithologe, Ökologe und Hochschullehrer. 

## Leben
Bornschein ist der Sohn von Fred R. und Anna L. Bornschein. Er besuchte von 1983 bis 1984 das Colégio Unificado und 1985 das Colégio Dom Bosco. 1987 schrieb er sich an der Universidade Federal do Paraná (UFPR) ein, wo er 1994 die Licenciatura erhielt. Ab 1998 studierte er an derselben Universität Forstwirtschaftliche Ingenieurwissenschaften, wo er 2001 mit der Arbeit Formações pioneiras do litoral centro-sul do Paraná: identificaçao, quantificação de áreas e caracterização ornitofaunística unter der Leitung von Franklin Galvão zum Master graduierte. 
Bornscheins Zusatzausbildung umfasste die Lehrgänge Urbane Fauna an der UFPR (1988), Pflanzensoziologie an der Pontifícia Universidade Católica do Paraná (PUCPR, 1989), Taxidermie von Nagetieren und Zytotaxonomie an der UFPR (1991), Subtropische Ornithologie an der Universidad Nacional de Pilar, Paraguay (1993), Methoden für Flora- und Vegetationsstudien an der UFPR (1993), Anatomie, Ursprung und Evolution der Vögel an der Universidade Estadual de Campinas (UNICAMP, 1996), Einführung in die Bioakustik an der Universidade Federal de Minas Gerais (UFMG, 1997) sowie die Kommunikation bei Froschlurchen (Anura) an der PUCPR (2004).
2009 folgte ebenfalls an der UFPR ein Studium in Ökologie und Naturschutz, wo er 2013 mit der Dissertation Biologia da conservação do Bicudinho-do-brejo Stymphalornis acutitrostris (aves, Thamnophilidae) unter der Leitung von Marcio Roberto Pie zum Doktor promoviert wurde. Von 2013 bis 2014 war er Postdoc-Stipendiat in Ökologie an der UFPR und von 2014 bis 2015 an der Universidade Federal de Minas Gerais. Seit April 2016 ist er Professor für Genetik und Evolutionsbiologie im Instituto de Biociências am Câmpus do Litoral Paulista der Universidade Estadual Paulista „Júlio de Mesquita Filho“ (UNESP) in São Vicente, wo er u. a. das Postgraduiertenprogramm in Biodiversität betreut. Seit August 2019 ist er stellvertretender Leiter der Abteilung für Biologie und Umweltwissenschaften an der UNESP.
Von 2002 bis 2005 fungierte er als Berater am Instituto de Estudos Ambientais Mater Natura.
Sein besonderes Interesse gilt isolierten kontinentalen Ökosystemen wie Salzwiesen, Höhen-Campos (Hochlandwiesen) und Nebelwäldern. In diesen von Natur aus abgeschiedenen Umgebungen studiert er die Artenvielfalt und Ökologie von Vögeln und Amphibien sowie die Vegetationsdynamik, um die Anpassungen und Anfälligkeiten gegenüber dem Klimawandel zu erfassen. In den Salzsümpfen führt er kontinuierliche Forschungsarbeiten durch. Während Exkursionen in unerforschte Lebensräume entdeckte er einige bisher unbeschriebene Arten. Er beschäftigt sich auch mit dem Naturschutz, darunter mit der Ausarbeitung von Schutzplänen für gefährdete Arten und der Verwaltung eines Naturschutzgebiets für den Schilfameisenfänger (Formicivora acutirostris).
Zu Bornscheins bedeutendsten Projekten zählen die Ökologie und Verhalten des Schilfameisenfängers (2007–2009), die Unterstützung der Erhaltung des Ockerbrust-Todityranns (Hemitriccus kaempferi) sowie die Untersuchung der geografischen Verbreitung und Charakterisierung der Lebensräume, in denen er vorkommt (2008–2010), Anfälligkeit von Vogelgemeinschaften in Ästuaren gegenüber dem Klimawandel (2011–2016), Bekämpfung der invasiven Gräser Urochloa arrecta und Urochloa mutica zur Erhaltung des Schilfameisenfängers im Naturschutzgebiet Guaratuba (2012–2016), die Umsetzung des Erhaltungsplans für den Schilfameisenfänger (2012–2016) sowie die Biodiversität von Arten der Gattungen Brachycephalus (Brachycephalidae) und Melanophryniscus (Bufonidae), die in den Bergwäldern von Paraná endemisch sind, darunter die Entdeckung neuer Arten und die Untersuchung ihrer genetischen Variabilität.
2010 war er Referent auf dem 25. Internationalen Ornithologischen Kongress in Campos do Jordão, São Paulo, Brasilien.

## Erstbeschreibungen von Marcos Ricardo Bornschein
Amphibien
- Brachycephalus albolineatus Bornschein, Ribeiro, Blackburn, Stanley & Pie, 2016
- Brachycephalus auroguttatus Ribeiro, Firkowski, Bornschein & Pie, 2015
- Brachycephalus boticario Pie, Bornschein, Firkowski, Belmonte-Lopes & Ribeiro, 2015
- Brachycephalus coloratus Ribeiro, Blackburn, Stanley, Pie & Bornschein, 2017
- Brachycephalus curupira Ribeiro, Blackburn, Stanley, Pie &  Bornschein, 2017
- Brachycephalus fuscolineatus Pie, Bornschein, Firkowski, Belmonte-Lopes & Ribeiro, 2015
- Brachycephalus mariaeterezae Bornschein, Morato, Firkowski, Ribeiro & Pie, 2015
- Brachycephalus mirissimus Pie, Ribeiro, Confetti, Nadaline & Bornschein, 2018
- Brachycephalus olivaceus Bornschein, Morato, Firkowski, Ribeiro & Pie, 2015
- Brachycephalus pernix Pombal, Wistuba & Bornschein, 1998
- Brachycephalus verrucosus Ribeiro, Firkowski, Bornschein & Pie, 2015
- Melanophryniscus alipioi Langone, Segalla, Bornschein & de Sá, 2008
- Melanophryniscus biancae Bornschein, Baldo, Pie, Firkowski. Ribeiro & Corrêa, 2015
- Melanophryniscus milanoi Baldo, Bornschein, Pie, Firkowski, Ribeiro & Belmonte-Lopes, 2015
- Melanophryniscus xanthostomus Baldo, Bornschein, Pie, Ribeiro, Firkowski & Morato, 2015

Vögel
- Eleoscytalopus G.N. Mauricio, Mata, Bornschein, C.D. Cadena, H. Alvarenga & Bonatto, 2008
- Schilfameisenfänger (Formicivora acutirostris) (Bornschein, Reinert & Teixeira, 1995)
- Sumpfameisenfänger (Formicivora acutirostris paludicola) Buzzetti, Belmonte-Lopes, Reinert, Silveira & Bornschein, 2014
- Diamantinatapaculo (Scytalopus diamantinensis) Bornschein, Mauricio, Belmont-Lopes, Mata & Bonatto, 2007
- Braunschwingentapaculo (Scytalopus gonzagai) Maurício, Belmonte-Lopes, Pacheco, Silveira, Whitney & Bornschein, 2014
- Flussauentapaculo (Scytalopus iraiensis) Bornschein, Reinert & Pichorim, 1998